# 克雷迪特 (阿肯色州)
克雷迪特（英語：Credit）是位於美國阿肯色州克雷格黑德縣的一個鬼鎮。

## 地理
克雷迪特所處的海拔為高於海平面73米（即240英呎），而該地所採用的時區為UTC-6，即北美中部時區（CST）。同時該地設有夏令時間，為UTC-6調快一小時，即UTC-5（CDT）。